# Maciej Ząbek
Maciej Roman Ząbek (ur. 1958 w Kielcach) – polski antropolog, profesor nauk humanistycznych, wykładowca Uniwersytetu Warszawskiego. Dyrektor Instytutu Etnologii i Antropologii Kulturowej UW. Kierownik Zakładu Badań Etnicznych i Międzykulturowych.

## Obszary zainteresowań
Etnografia Afryki i Bliskiego Wschodu, studia uchodźcze, migracyjne i nad islamem, problematyka etniczna, antropologia społeczna, polityczna i stosowana.

## Uzyskane stopnie naukowe
- 2020, profesor nauk humanistycznych[2]
- 2008, habilitacja, rozprawa: „Biali i Czarni. Postawy Polaków wobec Afryki i Afrykanów”[1].
- 1997, doktorat, rozprawa: „Arabowie z Dar Hamid. Społeczność w sytuacji zagrożenia ekologicznego”, promotorka: Zofia Sokolewicz[1].
- 1988, magisterium, praca: „Zagroda i rodzina Lobi w południowo-zachodniej Burkina Faso”, promotorka: Zofia Sokolewicz[1].

## Badania
długookresowe – wieloletnie
- 1989–1991, Sudan, obszar Dar Hamid,
- 1995 – do dziś, badania wśród uchodźców (w Polsce, w Niemczech, w Sudanie, w Kenii, Republice Środkowoafrykańskiej i Czadzie)[1].

krótkookresowe
- Sudan (Góry Nubijskie, Dar Hamid, Szaiqiya, Chartum, Kosti) – 1984–1985, 1989–1991, 2000, 2007, 2012[1].
- Burkina Faso (Lobi) –1986–1987.
- Turcja (Tahtaciorencik, Góry Taurus) – 1993, 1997.
- Ukraina (Huculszczyzna) – 1999, 2009.
- Kenia (Kakuma i Dadaab), Tanzania (Iringa) – 2000, 2010, 2015.
- Mali (Dogonowie) – 2008.
- Jemen (Saada) – 2001.
- Gruzja (Dolina Pankisi) – 2004.
- Uganda (Adjumani), Sudan Południowy (Dżuba, Bor) 2011.
- Rosja (Osetia Północna. i Czeczenia) – 2012
- Republika Środkowoafrykańska, Czad – 2013
- Tanzania (Iringa) 2015.

## Praca w instytucjach naukowych
W ramach Uniwersytetu Warszawskiego
- 2009 – profesor nadzwyczajny, Instytut Etnologii i Antropologii Kulturowej, Wydział Historyczny, Uniwersytet Warszawski,
- 2003–2009 – adiunkt w Instytucie Etnologii i Antropologii Kulturowej, Wydział Historyczny, Uniwersytet Warszawski,
- 1998–2003 – adiunkt w Instytucie Krajów Rozwijających się na Wydziale Geografii i Studiów Regionalnych Uniwersytetu Warszawskiego,
- 1992–1998 – st. asystent w Instytucie Krajów Rozwijających się na Wydziale Geografii i Studiów Regionalnych Uniwersytetu Warszawskiego,
- 1 maja 1988 – 1992, asystent w Katedrze Etnografii, Wydział Historyczny, Uniwersytet Warszawski[1].

W innych instytucjach naukowych
- 2009–2012 – profesor nadzwyczajny, Uniwersytet Szczeciński, Katedra Etnologii i Antropologii Kulturowej.
- 2008–2009 – profesor nadzwyczajny, kierownik Katedry Socjologii, Wyższa Szkoła Przedsiębiorczości i Nauk Społecznych w Otwocku.
  - 1995–2001 – główny specjalista, Departament Ochrony Granic, Migracji i Uchodźstwa MSWiA[1].

## Udział w nadawaniu stopni naukowych
Był promotorem 77 licencjatów, w tym
- 10 na SSM Wydz. Orientalistyczny UW[1].

Wypromował 17 magistrów, w tym
- 4 na Uniwersytecie Szczecińskim[1].

Był promotorem czterech obronionych doktoratów
- Karolina Marcinkowska, „Spotkanie z przodkami. Kult czumba w wyobrażeniach i dyskursie mieszkańców malgaskiego miasta Mahajanga”, IEiAK, UW, listopad 2012[1].
- Magdalena Brzezińska, „W cieniu europejskiej twierdzy. Obrazy Zachodu w dyskursach mieszkańców Gwinei Bisau”, IEiAK, UW (data obrony luty 2015)[1].
- Nagmeldin Karamalla-Gaiballa, „Wojna domowa w zachodnio-sudańskiem regionie Darfuru. Geneza i uwarunkowania konfliktu”, Instytut Politologii i Europeistyki, WH US[1].
- Wojciech Bolesław Trojan, „Od Czeczenii do Somalilandu. Idea ochrony uchodźców w kontekście kultury organizacyjnej i prawnej urzędu Wysokiego Komisarza ds. Uchodźców", Uniwersytet Warszawski; Wydział Historyczny, 2018[3].

## Publikacje
Książki – monografie
- Arabowie z Dar Hamid. Społeczność w sytuacji zagrożenia ekologicznego Warszawa 1998, ISBN 83-86483-77-6.
- Biali i Czarni. Postawy Polaków wobec Afryki i Afrykanów, Warszawa 2007, ISBN 978-88-7181-461-7.
- Uchodźcy w Polsce. Próba spojrzenia antropologicznego, ASPRA-JR (razem z S. Łodzińskim), Warszawa 2008[1].

Książki – redakcja
- Róg Afryki. Historia i współczesność (współredakcja z J. Mantel-Niećko), Warszawa 1999, ISBN 978-83-85660-79-8.
- Między piekłem a rajem. Problemy adaptacji kulturowej uchodźców i imigrantów w Polsce (redakcja naukowa), Warszawa 2002, ISBN 978-83-88542-36-7.
- Wokół IV katarakty. Społeczności wiejskie na środkowym Nilem przed wielką zmianą (redakcja naukowa), Warszawa 2005, ISBN 83-89502-46-1, ISBN 978-83-89502-46-9.
- Dylematy Kaukaskie. Problemy narodowościowe i migracyjne (redakcja naukowa), DiG, Warszawa 2010, ISBN 978-83-7181-652-9.
- Sudan. Bogactwo kultur i wewnętrzne napięcia (współredakcja z W. Cisło i J. Różańskim), PTAfr i MCDMiM UKSW, Warszawa 2012, ISBN 978-83-7401-364-2.
- Antropologia stosowana (redakcja naukowa), IEiAK, Warszawa 2013, ISBN 978-83-7401-376-5.
- Obywatelstwo na progu XXI wieku. Konteksty prawne i kulturowe (redakcja naukowa) IEiAK, Warszawa 2013, ISBN 978-83-7401-404-5.
- Bilad as-Sudan, Kultury i migracje (współredakcja z W. Cisło i J. Różańskim), PTAfr i MCDMiM UKSW, Warszawa 2013, ISBN 978-83-7401-364-2.
- Sztuka Afryki w kolekcjach i badaniach polskich (współredakcja S. Szafrański, M. Kądziela, M. Tobota), Muzeum narodowe w Szczecinie, Szczecin 2014, ISBN 978-83-63365-09-7.
- Sudan. Problemy tożsamościowe z perspektywy badaczy rodzimych (redakcja naukowa), Zakład Badań Etnicznych i Międzykulturowych Instytutu Etnologii i Antropologii Kulturowej UW, Warszawa 2014, ISBN 978-83-7401-483-0.
- Bilad as-Sudan, Napięcia i konflikty (współredakcja z W. Cisło i J. Różańskim), Instytut Dialogu Kultury i Religii WT UKSW, Warszawa 2013, ISBN 978-83-7823-492-0[1].

Artykuły w czasopismach i rozdziały w pracach zbiorowych (wybór)
- Perception of Drought by the Peoples of the Sahel, „Miscellanea Geographica” t. 6, Warszawa 1994
- Culinary Habits and Consumption Patterns in the Traditional Sudanese Culture, Ethnologia Polona t. 18, Poznań 1994
- Psychoterapia w kultach Zaar „Etnografia Polska” t. 38 z. 1–2, Warszawa 1994.
- L’Enclos familial et la Famille Lobi au Burkina Faso, „Africana Bulletin t. 43, Warszawa 1995
- Settlement and Rural Building in Central Anatolia on the Example of Tahtaciorencik Village, „Afryka-Azja-Ameryka Łacińska”, Warszawa 1995
- Struktury: rodziny, etniczna, rasowa, religii, językowa i społeczna; Encyklopedia Geograficzna Świata t. II, Afryka, Kraków 1996.
- Organizacja pracy i wzajemnej pomocy wśród pasterzy i rolników z centralnego Kordofanu w: „Obrazy świata kultury” red. S. Łodziński, J.J. Milewski, J. Zdanowski, Warszawa 1997.
- Continuity and Change in Rural Architecture in Southern Anatolia, Miscellanea Geographica nr 8, s. 263–274, Warszawa 1998
- Badania obszarów wiejskich południowej Anatolii. Ciągłość i zmiany w budownictwie wiejskim w południowej Anatolii, [w:] „Afryka-Azja-Ameryka Łacińska”, t. 75, s. 56–67, Warszawa 1999.
- Uchodźcy z Afryki, [w:] „Afryka” Biuletyn Polskiego Towarzystwa Afrykanistycznego, Nr 9, s. 49–55 Warszawa 1999.
- Współczesne migracje w Afryce subsaharyjskiej, [w:] Do stołu dla zamożnych, Ruchy migracyjne w Afryce oraz ich znaczenie dla Polski, red. S.Łodziński, J.J. Milewski, s. 70–122, Warszawa 1999.
- Afrykanie ubiegający się o status uchodźcy w Polsce w latach dziewięćdziesiątych, [w:] Do stołu dla zamożnych, Ruchy migracyjne w Afryce oraz ich znaczenie dla Polski, red. S. Łodziński, J.J. Milewski, s. 148–156, Warszawa 1999.
- Continuity and Change in Rural Architecture in Southern Anatolia, J. Gudowski (ed.), Rural Space under modernisation process, Turkish-Polish field studies in Southern Anatolia 60 years after Prof. Stanislaw Leszczyski’s research, Warszawa-Ankara 1999.
- On some foreign studies in the field of ethnology and human geography in Southern Anatolia (razem z F. Plitem), J. Gudowski (ed.), Rural Space under modernisation process, Turkish-Polish field studies in Southern Anatolia 60 years after Prof. Stanislaw Leszczyski’s research, Warszawa 1999.
- Zentralafrika an der Schwelle zum 21. Jahrhundert, in: Zwischen Nil und Kongo. Auf den Spure von Jan Czekanowski, Museum für Völkerkunde zu Leipzig 2001.
- Modernisation and Desertification in the Sahel Region, based on the example of Central Kordofan in the Sudan, [w:] „Africana Bulletin t. 49, s. 89–106, Warszawa 2001.
- Przedislamskie wierzenia i zwyczaje wśród ludności Szajgija i rola w nich czynnika środowiskowego, [w:] „Afryka-Azja-Ameryka Łacińska”, t. 78, s. 87–92, Warszawa 2001.
- Lucjan Buchalik, Kolorowy Sahel, Mali, Burkina Faso, w: „Afryka” Biuletyn Polskiego Towarzystwa Afrykanistycznego, Nr 11, s. 49–55 Warszawa 2002.
- Zmiany kulturowe a fenomen catha edulis w Jemenie, „Afryka, Azja, Ameryka Łacińska” t. 79, Warszawa 2002.
- Annual shepherds’ customs in the Hutsul region. The present day against the background of tradition (razem W. ¯akowskim), J. Gudowski (ed.), Transforming rural sector to the requirements of market economy, Microstudies in Ukraine, Turkey, Sudan and Yemen, Warszawa 2002.
- The pastoral economy of the Yörüks – history and present state, J. Gudowski (ed.), Transforming rural sector to the requirements of market economy, Microstudies in Ukraine, Turkey, Sudan and Yemen, Warszawa 2002.
- Agricultural products in the traditional cuisine of the inhabitans of Dar Shaigiya, J. Gudowski (ed.), Transforming rural sector to the requirements of market economy, Microstudies in Ukraine, Turkey, Sudan and Yemen, Warszawa 2002.
- The cultural changes and the phenomenon of Catha edulis in Yemen, J. Gudowski (ed.), Transforming rural sector to the requirements of market economy, Microstudies in Ukraine, Turkey, Sudan and Yemen, Warszawa 2002.
- Obozowy „inny świat” spostrzeżenia z pobytu w obozach dla uchodźców w Kenii, „Afryka, Azja, Ameryka Łacińska” t. 80, Warszawa 2003.
- Refugee Camps in Africa on the Example of Kenya – Reflections of an Ethnologist, [w:] „Africana Bulletin” t. 51, s., Warszawa 2003.
- Edukacja w obozach dla uchodźców w Kenii, w: Wybrane problemy szkolnictwa w Afryce subsaharyjskiej, red. A. Halemba i J. Różański, Warszawa 2003.
- Obozy uchodźców w Afryce – nowe wyzwanie etnologii, w: Afryka, 40 lat penetracji oraz poznawania ludów i ich kultur, red. J. Łapott, Szczecin 2004.
- Citizens of African Countries in Poland, [w:] Poland’s Relations with West Africa, Z. Łazowski (ed.), Warsaw 2004.
- Ciągłość i zmiany w polskich obrazach Afryki w kontekście europejskim, w: A. Żukowski (red.), Kontakty polsko-afrykańskie. Przeszłość, Teraźniejszość, Przyszłość, Olsztyn 2005.
- Prawo do wolności wypowiedzi w ONZ-owskim systemie ochrony praw człowieka a znaczenie słowa w tradycyjnej kulturze Afryki, w: Horyzonty Antropologii kultury, red. J.S. Wasilewski, A. Zadrożyńska, A. Bruczkowska (sekretarz), Warszawa 2005.
- Etniczne uwarunkowania wielokulturowości, w: M. Kozień (red.), Wielokulturowość migracje, Warszawa 2005.
- The Role of Enviromental Factors In the Pre-Islamic Beliefs and Customs of the Shaiqiya, Sudan, w: H. Paner, S. Jakobielski (ed.), “African Reports”, vol. 3, Gdańsk 2005.
- Uchodźcy wojenni z krajów Afryki Zachodniej, w: Z. Łazowski (red.), Państwa Afryki Zachodniej. Fakty. Problemy stabilizacji i rozwoju. Polskie kontakty, Warszawa 2006.
- Fascynacje i niechęć do obcego innej płci. O stosunku Polaków do małżeństw z cudzoziemcami na przykładzie związków polsko-afrykańskich, w: E. Nowicka, S. Łodziński (red.), Kulturowe wymiary imigracji do Polski. Studia socjologiczne, Wydawnictwo Prolog, Warszawa 2006, s. 91–121.
- Problems and Expectations of Asylum Seekers in Poland in Selected Reception Centers. Preliminary Research Results, “Hemispheres, Studies on Cultures and Societes” No 21, 2006, s. 97–117 (razem z S. Łodzińskim).
- Trudności i bariery we wprowadzaniu współczesnego europejskiego modelu politycznego w plemiennym społeczeństwie segmentarnym. Przykład Czeczenii i Somalii, w: R. Vorbrich (red.), Plemię, państwo, demokracja. Uwarunkowania kultury politycznej w krajach pozaeuropejskich, Biblioteka Telgte, Poznań 2008, s. 165–177.
- John Garang de Mabior narodowa ikona „Nowego Sudanu”, w: A. Żukowski (red.) Przywódcy i przywództwo we współczesnej Afryce, INP UW-M, Olsztyn 2008, s. 247–268.
- Tragedia w Darfurze. Geneza, charakter i skutki wojny domowej w zachodnim Sudanie, Katalog do wystawy pt. „Darfur – ciche ludobójstwo. Jan Grarup” zorganizowanej w Muzeum Ziemi Kociewskiej, Starogard Gdański 2008, 31 s.
- Afrykańscy imigranci i uchodźcy na skrzyżowaniu Wschodu i Zachodu, „Znak”, nr 633, (2), 2008.
- Ośrodek dla uchodźców – instytucja dyscyplinująca, schronienie czy dom? Problemy komunikacji międzykulturowej na przykładzie ośrodków dla uchodźców w Polsce (razem z S. Łodzińskim), „Kultura Współczesna”, nr 2 (56), 2008, s. 134–159.
- Polish Colonial Aspirations in the Second Republic and the Imperial Culture of Inter-War Europe, w: K. Trzciński (ed.), The State and Development in Africa and other Regions: Past and Present. Studies and Essays in Honour of Professor Jan J. Milewski, Oficyna Wydawnicza ASPRA-JR, Warszawa 2008, s. 207–219.
- Difficulties and barriers hindering introduction of the contemporary European political model in segmentary tribal communities: The case of Chechnya and Somalia, w: L. Mróz, A. Pozern-Zieliński (eds.), Exploring Home, Neighbouring and Distant Cultures, DiG, Warszawa 2008, s. 225–237.
- Afrykanie w Polsce. O stosunkach rasowych we współczesnym społeczeństwie polskim, w: A. Jasińska-Kania, S. Łodziński (red.), Obszary i formy wykluczenia etnicznego w Polsce. Mniejszości narodowe, imigranci, uchodźcy, Scholar, Warszawa 2009, s. 169–178.
- Ucieczka, przemieszczanie się, podróż? Uchodźcy w Polsce w perspektywie antropologicznej, w: D. Rancew-Sikora (red.), Podróż i miejsce w perspektywie antropologicznej, Wydawnictwo Uniwersytetu Gdańskiego, Gdańsk 2009, s. 171–186.
- Osiedla dla uchodźców wewnętrznych wokół Chartumu, w: D. Kopiński, A. Żukowski (red.), Afryka na progu XXI wieku, t. II, Polityka. Kwestie społeczne i gospodarcze, ASPRA-JR, Warszawa 2009, s. 129–144.
- Traumatyczny świat obozów...(razem z A. Błażyńskim), Publikacja do wystawy (katalog) zorganizowanej w Muzeum Ziemi Kociewskiej, Starogard Gdański 2009, s. 31.
- Mursi i ich krążki wargowe, „Uniwersytet Warszawski” nr 2 (41), 2009, s. 20–21.
- „Narody na wygnaniu”. Rola obozów dla uchodźców w kształtowaniu się nowej tożsamości ich mieszkańców, Lud, t. XCIII, 2009, s. 49–68.
- Africans in Poland. Race Relationship in Contemporary Polish Society, “International Journal of Sociology”, vol. 39, no. 3, Fall 2009, s. 68–78.
- “Narodi na wygnanni”. Rol taboriw dlia biżenciw y formuwanni nowoj idienticznosti jch mieszkanciw, „Narodoznawczy zoszyty”, 2009, zeszyt 5–6, s. 622–634.
- Pastoral economy in Ukraine as an example of the so-called natural cluster (Report on field research), The Cultural Perspective, w: E. Bojar (ed.), Clusters Politics Managemen Good Clustering Practices in the World, Wyd. „Dom Organizatora”, Toruń 2009, s. 277–294.
- Perspektywy integracji uchodźców w społeczeństwie polskim (razem z S. Łodzińskim), Biuletyn RPO nr 70, Ziemia obiecana czy przystanek w drodze, K. Iglicka (red.), Warszawa 2010, s. 224–255.
- Granice i narodowy porządek rzeczy a uchodźcy afrykańscy, w: A. Żukowski (red.) Przestrzeń i granice we współczesnej Afryce, INP UW-M, Olsztyn 2010, s. 403–413.
- Ludzie w zawieszeniu. Dylematy wykorzenienia i zakorzenienia w zbiorowości uchodźców, w: A. Lompart (red.), Jednostka zakorzeniona? Wykorzeniona?, UW, Warszawa 2010, s. 93–119.
- Hutu i Tutsi. Czy ludobójstwo w Rwandzie może się powtórzyć?, w: M. Drozd-Piasecka, A. Pozern-Zieliński (red.), Antropologia polityki i polityka w antropologii, KNE PAN, Warszawa 2010.
- Połoninske gospodarstwo ukraińskich Karpat (tradycini, rysy, suczasnyj stan ta nowini zmini w jogo struktury), „Karpati: Ludina, Etnos, Cyvilizacia. Naukowyj żurnal z problem karpatoznaznastwa”, Iwano-Frankowsk 2010, vo. 2, s. 4–18.
- Połoninske gospodarstwo ukraińskich Karpat – Tradycja, suczasnyj stan i perspektywy, „Zeleni Karpati” 2010, z. 1–2, s. 61–68.
- Hayery Lehastanum. 1990–2007 th. nor hamaynq – Armenians in Poland. The new community (1990–2007), “Armenian Studies. Bulletin of Yerevan University” 130.1, Yerevan State University 2010, pp 70–84.
- Uchodźcy we współczesnym świecie. Pytania o istotę zjawiska, w: A. Bareja-Starzyńska, P. Balcerowicz, J. Rogala, Świat Orientu – Orient w świecie, WUW, Warszawa, 2010, s. 25–35.
- Uchodźcy w Afryce. Pogłębienie biedy czy źródło korzyści? w: A. Żukowski (red.), Problemy bogactwa i biedy we współczesnej Afryce, Forum Politologiczne, t. 12, INP UWM, Olsztyn 2011, s. 415–429.
- Powstanie Republiki Południowego Sudanu. Budowa państwa i narodu, Uniwersytet Warszawski, nr 5 (55), grudzień 2011, s. 26.
- Życie codzienne na połoninie. Tradycja i przejawy nowoczesności, w: J. Gudowski (red.), Przekształcenia gospodarki pasterskiej w ukraińskich Karpatach, Dialog, Warszawa 2011, s. 13–23.
- Obrazy Afryki zamieszczane w czasopiśmie „Le Tour Du Monde” z perspektywy postkolonialnej, w; B. Nowak, M. Nagielski, J. Pysiak, Europejczycy, Afrykanie i inni. Studia ofiarowane Profesorowi Michałowi Tymowskiemu, WUW, Warszawa 2011, s. 526–537.
- Sudan. Refleksje na temat podziału państwa i polskich studiów sudanologicznych, w: W. Cisło, J. Różański, M. Ząbek, Sudan. Bogactwo kultur i wewnętrzne napięcia, PTAfr i MCDMiM UKSW, Warszawa 2012, s. 7–18.
- Ofiary, wojowniczki i uchodźczynie. Kobiety afrykańskie podczas konfliktów zbrojnych, w: „Role społeczne płci w Afryce Subsaharyjskiej”, red. L. Łykowska, Katedra Języków i Kultur Afryki UW, Warszawa 2012, s. 44–57.
- Problemy integracji uchodźców muzułmańskich w Polsce, w: M. Widy-Behiese (red.), „Islam w Europie. Bogactwo różnorodności czy źródło konfliktów?”, Dialog, Warszawa 2012, s. 63–71.
- Profesor Jan Czekanowski – pomnikowa postać polskiej afrykanistyki, „Przegląd Uniwersytecki” Uniwersytet Szczeciński, nr 4–6 (233–235) 2012.
- Obrazy Afryki i Afrykanów w oczach europejskich podróżników z końca XIX stulecia (razem z A. Rybińskim), „Polska Sztuka Ludowa. Konteksty”, nr 1–2, 2012, s. 197–204.
- Uchodźcy sąsiedzi – goście czy intruzi?, „Zwierciadło etnologiczne. Rocznik Katedry Etnologii i Antropologii Kulturowej US”, Szczecin 2012, s. 155–164.
- Halabowie – Cyganie sudańscy. Pochodzenie czy metody zarobkowania jako wyróżnik grupy, w: Ł. Smyrski, K. Waszczyńska (red.), Etnograficzne wędrówki po obszarach antropologii, DiG, Warszawa 2013, s. 273–287.
- Zmiany w tożsamości etnicznej plemion Nuba z południowego Kordofanu, w: A. Dudak (red.) Szczęśliwi i biedni. Wieś i rolnictwo wobec współczesnych wyzwań rozwojowych, WUW, Warszawa 2013, s. 168–178.
- Antropolog w służbie publicznej, w: Antropologia stosowana, Instytut Etnologii i Antropologii Kulturowej UW, Biuro Krajowe UNHCR w Polsce, Międzynarodowe Centrum Dialogu Międzyreligijnego i Międzykulturowego UKSW, Warszawa 2013, s. 163–196.
- Antropologia w biznesie i przemyśle, w: Antropologia stosowana, Instytut Etnologii i Antropologii Kulturowej UW, Biuro Krajowe UNHCR w Polsce, Międzynarodowe Centrum Dialogu Międzyreligijnego i Międzykulturowego UKSW, Warszawa 2013, s. 293–321.
- Naród i obywatelstwo w podzielonym Sudanie, w: Obywatelstwo na progu XXI wieku. Konteksty prawne i kulturowe, Instytut Etnologii i Antropologii Kulturowej UW, Biuro Krajowe UNHCR w Polsce, Międzynarodowe Centrum Dialogu Międzyreligijnego i Międzykulturowego UKSW, Warszawa 2013, s. 187–198.
- Historyczna rola społeczności arabsko-muzułmańskich w strefie Centralnego Sudanu, w: W. Cisło, J. Różański, M. Ząbek (red.), Bilad as-Sudan – kultury i migracje, Polskie Towarzystwo Afrykanistyczne i Międzynarodowe Centrum Dialogu Międzyreligijnego i Międzykulturowego UKSW, Warszawa 2013, s. 7–28.
- Zmiany w tożsamości etnicznej plemion Nuba z południowego Kordofanu, w: A. Dudak (red.) Szczęśliwi i biedni. Wieś i rolnictwo wobec współczesnych wyzwań rozwojowych, WUW, Warszawa 2013, s. 168–178.

Recenzje wydawnicze książek
- Paul D. Williams, War & conflict in Africa, Polity Press, Cambridge 2011.
- Robert Piętek, Garcia II władca Konga a kościół katolicki, Neriton, Warszawa 2009.
- Robert Łoś, Konflikty w Sudanie, Wydawnictwo Naukowego PWN SA, Warszawa 2012.
- Katarzyny Gmaj, Krystyny Iglickiej, Bartłomieja Walczaka, Integracja dzieci uchodźczych w polskim systemie edukacyjnym – dobre praktyki, Fundacja Centrum Stosunków Międzynarodowych Warszawa 2013.
- Michał Kowalski, Antropolodzy na wojnie. O „brudnej” użyteczności nauk społecznych, Wydawnictwo Uniwersytetu Warszawskiego, Warszawa 2013.
- R. Wiśniewski, A. Żukowski (red.), Afryka. Między tradycją a współczesnością t. 1, Wybrane przykłady kontynuacji i zmian w historii, polityce, gospodarce i społeczeństwie, PTA, Warszawa 2013.
- J. Różański i H. Rubinkowska-Anioł, Afryka. Między tradycją a współczesnością t. 2,Wybrane przykłady kontynuacji i zmian w języku, stylu życia, sztuce i religii, PTA, Warszawa 2013.
- Karolina Bielenin-Lenczowska, Spaghetti z ajwarem. Translokalna codzienność w Macedonii i we Włoszech, Wydawnictwo Uniwersytetu Warszawskiego, Warszawa 2014.

## Projekty badawcze
- Projekt KBN nr 1 P10805105, pt. Tradycyjna gospodarka ludów Sahelu w procesie komercjalizacji i zmian warunków naturalnych
- Projekt KBN nr 1H02E 004, pt. Relacje człowiek środowisko. Interdyscyplinarne studium terenowe na obszarze badań polskich archeologów w Sudanie
- Projekt KBN nr 2767/H03/2006/31, pt. Etniczna struktura ludności Południowego Kordofanu. Zmiany w wyniku migracji i przesiedleń przymusowych
- MNiSW nr N N109 103240, pt. Sudańscy uciekinierzy i wypędzeni. Dyskurs o uchodźcach i zachodniej pomocy humanitarnej
- Projekt badań dotyczących preintegracji uchodźców w ośrodkach detencyjnych w ramach programu Europejskiego Funduszu Społecznego Equal koordynowanego przez PAH.
- Projekt dydaktyczny: „Antropologia stosowana. Rozwój specjalności studiów II stopnia w roku 2010 i ponownie w roku 2011 w ramach Funduszu Inicjatyw Dydaktycznych (FID)[1].

## Nagrody i stypendia
- Brązowy Krzyż Zasługi, 1997.
- Srebrny Krzyż Zasługi 2011.
- Nagrody Rektora UW, 2000 r., 2002 r., 2008 („CLIO”).
- Medal Muzeum Narodowego w Szczecinie za zasługi dla afrykanistyki szczecińskiej, 2002.
- Medal Komisji Edukacji Narodowej za szczególne zasługi dla oświaty i wychowania, 2010[1].

## Członkostwo w organizacjach
- Polskie Towarzystwo Afrykanistyczne – od 1991 r.
- Polskie Towarzystwo Ludoznawcze – od 2012 r.[1]

### Zespoły ekspertów
- Komisja Ekspertów ds. Migrantów przy Rzeczniku Praw Obywatelskich Irenie Lipowicz

### Udział w recenzjach i komitetach redakcyjnych czasopism
- Afryka. Polskie Towarzystwo Afrykanistyczne, Katedra Języków i Kultur Afryki UW,
- Annales Missiologici Posnanienses (2015),
- Zeszyty Wiejskie (XVIII, XIX), Łódź 2013, 2014,
- Prace Etnologiczne PTL (2012),
- Zwierciadło Etnologiczne. Rocznik Katedry Etnologii i Antropologii Kulturowej US (2012).